# Emil Wolf
Emil Wolf (Praga, 30 de julho de 1922 – 2 de junho de 2018) foi um físico estadunidense nascido na Tchecoslováquia.
Contribuiu com avanços em óptica física, incluindo difração, propriedades coerentes de campos ópticos, espectroscopia de radiação parcialmente coerente e teoria da dispersão direta e inversa. É autor de diversas obras sobre óptica.

## Trabalhos
Wolf foi um autor de livros muito conhecido no campo da óptica. Junto com Max Born, ele co-escreveu Principles of Optics um dos livros-texto padrão de óptica comumente conhecido como "Born and Wolf". Além disso, ele foi coautor, com Leonard Mandel, Optical Coherence and Quantum Optics. Ele também foi o autor de Introdução à Introduction to the Theory of Coherence and Polarization of Light and Selected Works of Emil Wolf with Commentary - "Teoria da Coerência e Polarização da Luz e Trabalhos Selecionados de Emil Wolf com Comentário" (World Scientific Publishing, 2001, ISBN 981-281-187-7).  